# Neveléstudomány
 
Az ember céltudatos alakításának, a személyiség tervszerű fejlesztésének tevékenységét tanulmányozó, az alakítás-fejlesztés alapvető összefüggéseit, törvényszerűségeit feltáró s a nevelési eljárások számára normákat megállapító diszciplína. 
Feladatai:
- A már létező pedagógiai gyakorlat vizsgálata és értelmezése.
- Modellezés konstruktív-elméleti síkon.
- Metaszintű elemzések végzése, reflexiók megfogalmazása a pedagógia tudományosságáról (metapedagógia).

Sajátos, sokrétűen összetett tudomány, a nevelés bonyolult jelenségeivel, kérdéseivel foglalkozik. Széles tudományos területet ölel fel, s önálló részekre tagolódik - pedagógia szaktudományaira - és ezek összessége képezi a pedagógia tudománystruktúráját.
A neveléstudomány résztudományai:
- Neveléstörténet: a nevelési elképzelések és koncepciók változását vizsgálja a különböző történeti korokon keresztül; a nevelési gyakorlatot, pedagógusok írásait, munkásságát, az intézményes nevelés rendszerét kutatja, elemezi.
- Neveléselmélet: a nevelés törvényszerűségeit tárja fel, a nevelő hatások és nevelési eredmények közti összefüggéseket vizsgálja.
- Nevelésszociológia: a nevelés (mint társadalmi tevékenység) és a társadalom viszonyát, az iskolai nevelés jellegzetességeit, a tanulói közösségek viselkedését vizsgálja.
- Nevelésfilozófia: a nevelés átfogó, elvont kérdéseivel foglalkozó tudományterület.
- Összehasonlító neveléstudomány: ld. összehasonlító pedagógia